# Бобри (зупинний пункт, Жабинківський район)
Бобри́ (біл. Бабры)  — зупинний пункт Берестейського відділення Білоруської залізниці в Жабинківському районі Берестейської області. Розташований на північ від села Пантюхи, за 1,5 км на захід від села Бобри; на лінії Лунинець — Жабинка, між зупинним пунктом Батча і станцією Жабинка.